# Fürstentum Antiochia

Das Fürstentum Antiochia und die anderen Kreuzfahrerstaaten, 1135

Das Fürstentum Antiochia oder Antiochien in Syrien und Teilen der heutigen Türkei war einer der Kreuzfahrerstaaten, die während des Ersten Kreuzzugs entstanden. Das Fürstentum bestand von 1098 bis 1268.

## Geschichte

### Gründung

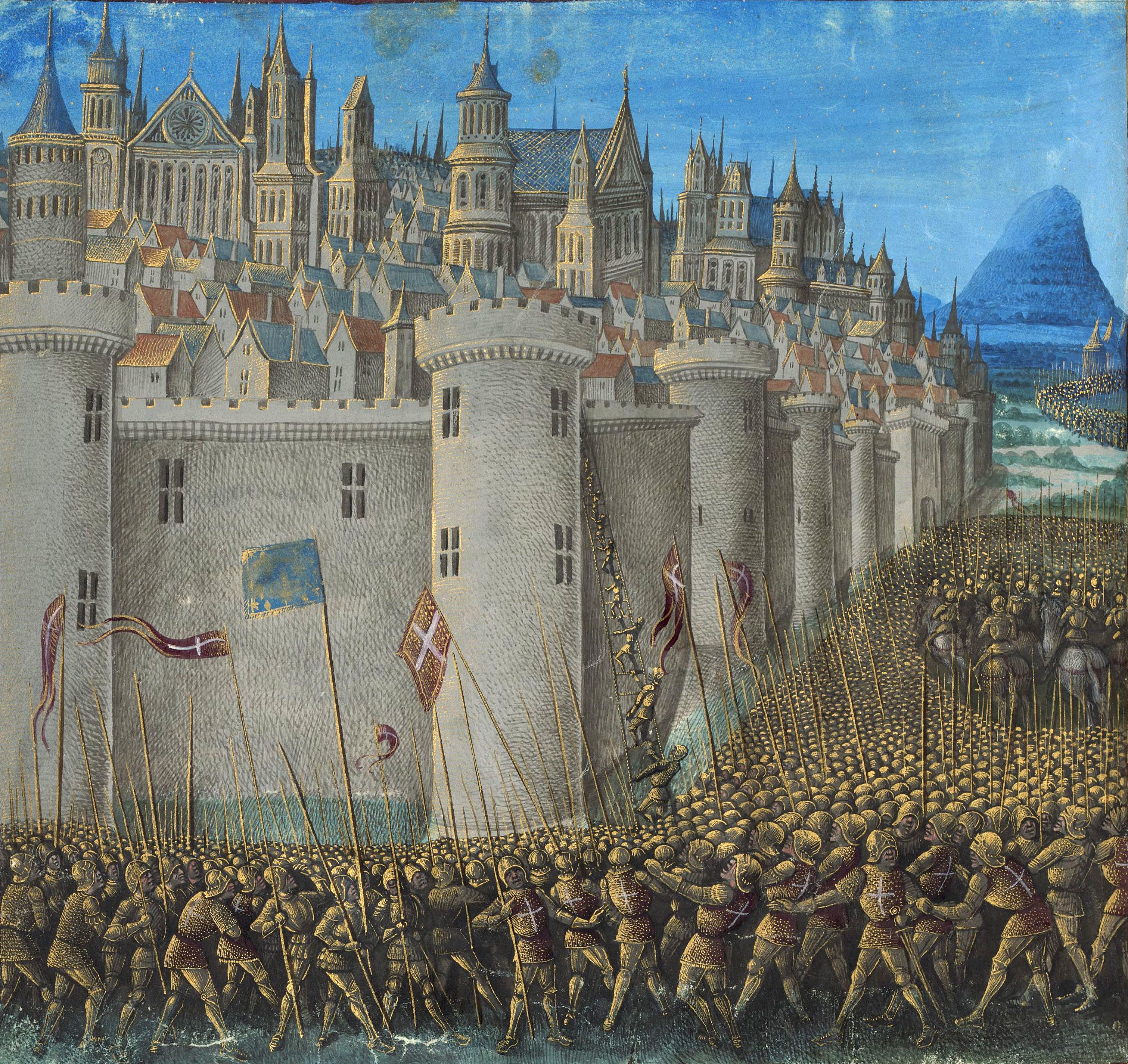
Belagerung von Antiochia, Detail einer Miniatur des Jean Colombe (um 1430–1493) aus Sébastien Mamerot: Les Passages d'Outremer von 1474

Nach der beschwerlichen Durchquerung Kleinasiens erreichte das Hauptheer des Ersten Kreuzzugs die seit 1085 in seldschukischer Hand befindliche Stadt Antiochia. Bohemund von Tarent kommandierte die Belagerung der Stadt, die im Oktober 1097 begann. Die Stadt war mit ihren mehr als 400 Türmen fast uneinnehmbar. Die Belagerung dauerte den Winter durch, Hungersnot brach unter den Kreuzfahrern aus, die oft gezwungen waren, ihre eigenen Pferde zu essen.
Die Stadt fiel durch Verrat in die Hand der Kreuzritter: Bohemund gelang es, eine Wache in einem der Türme, einen früheren Christen namens Firuz, dazu zu überreden, ihn und einige Begleiter über eine Lederleiter in die Stadt zu lassen. Am 3. Juni 1098 stürmten sie die Stadt, dem Sturm folgte ein Massaker an der muslimischen Bevölkerung, sowie nur vier Tage später die nächste Belagerung: ein vereintes muslimisches Heer traf ein und umzingelte nun seinerseits die Christen in der Stadt. Das muslimische Heer wurde von Kerboga aus Mosul geführt und bestand des Weiteren aus verbündeten Truppen des Duqaq aus Damaskus, des Ridwan aus Aleppo, sowie Truppen aus Persien und Ortoqiden aus Mesopotamien. Alexios I. Komnenos, der byzantinische Kaiser, der auf dem Weg war, um die Kreuzfahrer zu unterstützen, machte kehrt, als er die Nachricht erhielt, die Stadt sei wieder verloren gegangen.
Die Kreuzritter hielten der Belagerung jedoch mit Hilfe des Mystikers Peter Bartholomäus stand. Peter behauptete, Visionen des Apostels Andreas gehabt zu haben, der ihn informierte, dass die Heilige Lanze, die Jesus am Kreuz durchbohrt habe, in Antiochia sei – in der St. Peter-Kirche wurde gegraben und die Lanze von Peter selbst gefunden. Obwohl Peter sie höchstwahrscheinlich selbst dort hinterlegt hatte (die Führer des Kreuzzugs waren selbst sehr skeptisch), stärkte der Fund die Moral der Truppe erheblich. Zur gleichen Zeit brachen Uneinigkeiten unter den Führern des muslimischen Heeres aus. Mit der neu entdeckten Reliquie an der Spitze stellten sich die Kreuzfahrer am 28. Juni 1098 vor der Stadt zum Kampf. Kerboga fand sich einer für ihn überraschend motivierten und geeinten Truppe gegenüber, während sein Heer in Fraktionen zerfiel. Nach kurzem Kampf flohen die Muslime in ihre jeweilige Heimat.
Nach dem Sieg gab es eine lange Diskussion zu der Frage, wer die Stadt beherrschen solle. Bohemund und die übrigen italienischen Normannen setzten sich durch. Während der Rest des Kreuzzugsheeres im Januar 1099 Richtung Jerusalem weiterzog, blieb Bohemund in Antiochia und nahm den Titel eines Fürsten an. Anders als Balduin in Edessa, der bereits in Frankreich ein Graf war, führte Bohemund keinen entsprechenden Adelstitel, was aber bei der Gründung des Fürstentums nicht hinderlich war.
1100 wurde Antiochia auch Sitz des neugegründeten lateinischen Erzbistums Antiochia.

### Frühe Geschichte
Bohemund wurde im Jahr 1100 in einer Schlacht gegen die Danischmenden gefangen genommen, woraufhin sein Neffe Tankred zum Regenten von Antiochia ernannt wurde. Tankred erweiterte das Herrschaftsgebiet des Fürstentums, indem er die Städte Tarsus und Latakia dem Byzantinischen Reich abnahm. Bohemund wurde 1103 freigelassen und reiste 1105 nach Italien, ließ dabei Tankred erneut als Regent zurück, um frische Truppen anzuwerben, mit denen er 1107 die Byzantiner von Westen aus angriff. Er wurde 1108 bei Dyrrhachium geschlagen und von Alexios I. gezwungen, den Vertrag von Devol zu unterzeichnen, der Antiochia nach Bohemunds Tod zum byzantinischen Vasallenstaat machen sollte – Bohemund hatte bereits bei seinem Aufenthalt in Konstantinopel 1097 zugesagt, alles zurückeroberte Land dem Kaiser zurückzugeben. Nach seiner Rückkehr nach Antiochia kämpfte er mit Balduin und Joscelin von Courtenay aus der Grafschaft Edessa gegen Aleppo, wobei Balduin und Joscelin gefangen genommen wurden, woraufhin Tankred auch hier Regent wurde. Bohemund kehrte erneut nach Italien zurück, wo er 1111 starb.
Alexios forderte nun Tankred auf, das Fürstentum an Byzanz zurückzugeben, Tankred hingegen, der der einzige Anführer des Kreuzzugs war, der 1097 den Eid in Byzanz nicht geleistet hatte (die anderen hatten zwar geschworen, hielten sich aber nicht daran), weigerte sich mit Rückendeckung aus Tripolis und Jerusalem. Tankred starb 1112, ihm folgte Bohemund II. unter der Regentschaft von Tankreds Neffen Roger von Salerno, der 1113 einen Angriff der Seldschuken zurückschlug.
Am 27. Juni 1119 wurde Roger in der Schlacht auf dem Ager Sanguinis getötet. Antiochia wurde nun ein Vasallenstaat Jerusalems mit Balduin II. als Regent bis 1126 (obwohl Balduin in dieser Zeit lange in Gefangenschaft in Aleppo war). Bohemund II. regierte nur vier Jahre selbst und hinterließ das Fürstentum 1131 seiner jungen Tochter Konstanze; Balduin II. übernahm erneut die Regentschaft, starb aber selbst kurze Zeit später, und gab die Herrschaft an Fulko weiter. 1136 heiratete Konstanze zehnjährig den 36-jährigen Raimund von Poitiers.
Raimund griff, wie seine Vorgänger, die byzantinische Provinz Kilikien an. Diesmal jedoch schlug der Kaiser, Johannes II. Komnenos, zurück. Er tauchte 1138 vor Antiochia auf und zwang Raimund den Treueid ab, wurde dann aber durch einen von Joscelin II. von Edessa angestachelten Aufstand zum Rückzug genötigt. Johannes plante weiterhin die Eroberung aller Kreuzfahrerstaaten, starb jedoch bereits am 8. April 1143 im Taurusgebirge.

### Byzantinische und armenische Kontrolle
Nach dem Fall Edessas 1144 wurde Antiochia während des Zweiten Kreuzzugs von Nur ad-Din angegriffen. Der Osten des Fürstentums ging zum großen Teil verloren, Raimund wurde in der Schlacht von Inab 1149 getötet. Balduin III. von Jerusalem wurde nun Regent für Raimunds Witwe Konstanze bis 1153, als sie Rainald von Chatillon heiratete. Auch Rainald begann unmittelbar darauf einen Krieg mit Byzanz, indem er Zypern überfiel und ausplünderte, während die Templer und die Armenier die byzantinischen Besitzungen in Kilikien angriffen. Er schloss 1158 Frieden mit Manuel I. Komnenos, der im Jahr darauf nach Antiochia kam, um die Herrschaft im Fürstentum persönlich an sich zu nehmen.
Rainald wurde auf einem Raubzug in den Anti-Taurus 1160 von Madsch-ed-Din, Statthalter von Aleppo und Gefolgsmann von Nur ad-Din von Damaskus, gefangen genommen, die Regentschaft ging auf den lateinischen Patriarchen von Antiochien, Aimerich von Limoges (1139–1193), einen alten Gegner Rainalds, über. Rainald wurde erst 1176 freigelassen und kehrte nicht wieder in die Stadt zurück. In der Zwischenzeit heiratete Manuel Komnenos Konstanzes Tochter Maria, aber da Konstanze nur nominell Herrscherin Antiochias war, wurde sie 1163 ab- und durch ihren Sohn Bohemund III. ersetzt, der wiederum im folgenden Jahr von Nur ad-Din gefangen genommen wurde. Der Orontes wurde nun zum Grenzfluss zwischen Antiochia und Aleppo bestimmt. Bohemund III. kehrte 1165 zurück, heiratete eine von Manuels Nichten und wurde veranlasst, in der Stadt auch einen griechisch-orthodoxen Patriarchen zu installieren.
Mit Hilfe der Flotten italienischer Stadtstaaten überlebte Antiochia Saladins Angriff auf das Königreich Jerusalem 1187. Weder Antiochia noch Tripolis nahmen am Dritten Kreuzzug teil, obwohl die Reste von Friedrich Barbarossas Armee 1190 kurz in Antiochia Rast machten, um den Kaiser zu begraben. Bohemunds zweiter Sohn Bohemund wurde nach der Schlacht bei Hattin Graf von Tripolis, Bohemunds ältester Sohn Raimund heiratete 1194 Alice, eine Prinzessin aus dem Königreich Kleinarmenien und starb 1200, Bohemund III. selbst im Jahr darauf.
Sein Tod führte zu einem Kampf um die Vorherrschaft zwischen seinem Sohn Bohemund IV. und dem Sohn seines ältesten Sohnes Raimund, Raimund Ruben. Bohemund IV. usurpierte die Regierung 1207, Raimund regierte kurz von 1216 bis 1219. Bohemund IV. starb 1233. Antiochia, nun von dessen Sohn Bohemund V. regiert und in Personalunion mit der Grafschaft Tripolis vereinigt, spielte beim Fünften Kreuzzug keine Rolle mehr, ebenso wenig bei den Versuchen Friedrichs II. (Kreuzzug Friedrichs II.) und Ludwigs IX. (Sechster und Siebter Kreuzzug), Jerusalem zurückzuerobern.

### Untergang
1254 heiratete Bohemund VI. Sibylla (Sabel), eine armenische Prinzessin, wodurch der Machtkampf zwischen den beiden Staaten beendet wurde. Zu dieser Zeit waren die Armenier mächtiger und Antiochia nur noch ein Vasallenstaat. Beide wurden im Konflikt zwischen den Mamluken und den Mongolen hinweggefegt; als die Mongolen 1260 in der Schlacht bei ʿAin Dschālūt geschlagen wurden, begann Sultan Baibars, Antiochia zu bedrohen, das – als armenischer Vasall – die Mongolen unterstützt hatte. Baibars eroberte die Stadt nach viertägiger Belagerung am 18. Mai 1268, und das gesamte nördliche Syrien ging danach schnell ebenfalls verloren. 23 Jahre später wurde Akkon erobert, womit die Kreuzfahrerstaaten aufhörten zu existieren.

## Geographie und Demographie
Das Fürstentum Antiochia war, auch in seiner größten Ausdehnung, wesentlich kleiner als Edessa und Jerusalem. Es erstreckte sich um die Nordostecke des Mittelmeers, grenzte an die Grafschaft Tripolis im Süden, Edessa im Osten und das Byzantinische Reich beziehungsweise das Königreich Kleinarmenien im Nordwesten. Es hatte im 12. Jahrhundert etwa 20.000 Einwohner, zumeist Armenier, griechisch-orthodoxe Christen und wenige Muslime außerhalb der Stadt. Außer den Kreuzfahrern selbst gab es nur wenig katholische Christen, auch als der Stadt 1100 das lateinische Patriarchat gegeben wurde.
Neben den Domänen des Fürsten von Antiochia war das Land in zahlreiche Lehensherrschaften eingeteilt, die Vasallen des Fürsten waren. Die wichtigsten waren:
- Harenc (Harim)
- Margat (Marqab/Mazoer)
- Sahyun (Saône)
- Bourzey (Berzieh)
- Le Soudin (St. Simeon)
- Laodicea (Latakia)

## Wappen des Fürstentums

Wappen des Fürstentums unter Bohemund I.
Wappen des Fürstentums ab Bohemund II.
Wappen des Fürstentums ab Bohemund VI.

## Fürsten von Antiochia, 1098–1268
- Bohemund I. 1098–1111
  - Tankred von Tiberias, Regent, 1100–1103; 1105–1112
- Bohemund II. 1111–1130
  - Roger von Salerno, Regent, 1112–1119
  - Balduin II. von Jerusalem, Regent, 1119–1126; 1130–1131
- Konstanze 1130–1163
  - Fulko von Jerusalem, Regent, 1131–1136
- Raimund von Poitiers 1136–1149
- Rainald von Chatillon 1153–1160
- Bohemund III. 1163–1201
  - Raimund I., Regent, 1193–1194
- Bohemund IV. 1201–1216
- Raimund II. Ruben 1216–1219
- Bohemund IV. (wieder eingesetzt) 1219–1233
- Bohemund V. 1233–1252
- Bohemund VI. 1252–1268
- Bohemund VII. 1275–1287 (Titular)

Zur Genealogie der Fürsten von Antiochia siehe Hauteville (Adelsgeschlecht) und Poitou.